# Otto A. Siedamgrotzky
Otto Alexander Siedamgrotzky (* 18. September 1841 in Düben, Regierungsbezirk Merseburg, Provinz Sachsen; † 21. Juni 1902 in Wiesbaden, Hessen-Nassau) war ein deutscher Tierarzt und Hochschullehrer in Dresden sowie Landestierarzt im Königreich Sachsen.

## Leben und Wirken
Otto Siedamgrotzky war der Sohn eines Tierarztes, besuchte die Hauptschule in Düben, danach das Höhere Real-Gymnasium des Waisenhauses in Halle (Saale) und wurde Aspirant der Preußischen Roßtierarztschule in Berlin. Nach Ergänzungsprüfungen am Friedrichswerderschen Gymnasium zu Berlin studierte er von 1860 bis 1864 ebenda an der Königl. Preußischen Tierarzneischule und wirkte als Rossarzt in seinem Regiment (auch in den Deutschen Einigungskriegen von 1864 und 1866). 1867 legte er die Kreisarztprüfung ab, erhielt ein Jahr später die Anstellung als Prosektor für Anatomie sowie als Dozent für mehrere Fächer an der Tierarzneischule in Zürich und besuchte dabei auch medizinische Vorlesungen.
1870 übernahm Siedamgrotzky als Professor einen Lehrstuhl an der Tierarzneischule, ab 1889 der Tierärztlichen Hochschule in Dresden für mehrere Fächer einschließlich der Leitung einiger Kliniken. Er nahm am Krieg gegen Frankreich teil und beteiligte sich unter anderem an der Belagerung von Metz. 1872 promovierte er an der Universität Rostock zum Dr. phil. bei Friedrich Wilhelm Schirrmacher. Der Umfang an Verpflichtungen wurde ab 1886 bis 1898 stufenweise zurückgenommen. 1879 berief man Siedamgrotzky zum Landestierarzt für das Königreich Sachsen – das blieb er bis zu seinem Tode. Daneben wirkte er noch 1876 bis 1890 als Lehrer an der Kunstakademie und Kunstgewerbeschule in Dresden. Er starb in Wiesbaden und wurde auf dem Trinitatisfriedhof in der Dresdner Johannstadt bestattet.

## Arbeitsgebiete
- Zürich: Anatomie; Botanik, Zoologie, Physiologie, Histologie, pathologische Anatomie, Diätetik, Arzneimittellehre, Tierzucht und Hygiene.
- Dresden: Histologie, pathologische Anatomie, Diätetik, Exterieur der Tiere, Chirurgie, gerichtliche Tierheilkunde, Seuchenlehre und Veterinärpolizei; Klinik für kleine Haustiere, Klinik für innere Krankheiten, Chirurgische Klinik.

## Ehrenamt
- Vorsitzender der Prüfungskommission für Hufschmiede und Laienfleischhauer.
- 1881 Mitglied des kaiserlichen Gesundheitsamtes und Mitglied des kaiserlichen Gesundheitsrates Berlin.
- 1899 Mitglied und stellv. Vorsitzender des Verwaltungsausschusses der Königl.-Sächs. Staatlichen Schlachtviehversicherung.
- Mitherausgeber des „Archiv für wissenschaftliche und praktische Tierheilkunde“ im Verlag von August Hirschwald, Berlin*

## Auszeichnungen
- 1880 Ritter 1. Klasse des königlich-sächsischen Albrechts-Ordens
- 1886 Medizinalrat
- 1892 Obermedizinalrat
- 1894 Ritter des mecklenburgischen Hausordens der Wendischen Krone
- 1895 Kaiserlich-Königlicher österreichischer Orden der Eisernen Krone (Österreich) 3. Klasse
- 1895 Ehrenpromotion zum Dr. med. h. c. durch die medizinische Fakultät der Universität Leipzig
- 1897 Geheimrat
- 1901 Ritter 1. Klasse des Zivilverdienstorden (Sachsen)
- Ehrenmitglied mehrerer tierärztlicher, landwirtschaftlicher bzw. medizinischer Vereine (u. a. des „Royal College of Veterinary Surgeons“ in London)

## Schriften
- Ueber die Structur und das Wachsthum der Hornscheiden der Wiederkäuer und der Krallen der Fleischfresser. Dresden : Schönfeld, 1871, 50 S., Diss. Phil. Fak. Rostock, 1872.
- Haubner’s Landwirtschaftliche Tierheilkunde. 9. bis 13. Auflage (1884 bis 1902),
- Anleitung zur mikroskopischen und chemischen Diagnostik der Krankheiten der Hausthiere für Thierärzte und Landwirthe. Von Hofmeister, 2 Auflagen (1870, 1884); erreichte 17 Zitierungen.
- Die Veterinärpolizei-Gesetze und Verordnungen für das Königreich Sachsen. 4 Ausgaben (1881 bis 1900).
- Lehrbuch der allgemeinen Therapie der Haussäugetiere. Mit Wilhelm Schütz und Wilhelm Ellenberger (1885).
- Das Veterinärwesen im Königreich Sachsen. Sammlung der Gesetze und Verordnungen, die sich auf die Ausübung der Thierheilkunde beziehen, 1893.
- Die Schlachtversicherungs-Gesetze und Verordnungen für das Königreich Sachsen zum Gebrauch für Verwaltungsbeamte, Gemeindevorstände, Thierärzte und Thierbesitzer. 1900.